# Jelica
Jelica (lat. Polycnemum), rod jednogodišnjeg raslinja iz porodice štirovki, dio je potporodice Polycnemoideae. Rod je raširen po Europi, na zapadu Azije i sjeverozapadu Afrike (vrsta P. fontanesii).
Stabljike su bogato razgranate. Listovi su sjedeći, gotovo trobridni i na vrhu zašiljeni i trnoviti. Cvjetovi su mali, dvospolni i neugledni. Plod je jednosjemeni nepucavac, poput oraščića,  sjemenka okruglasta, gola ili bradavičasta.
U Hrvatskoj su zastupljene tri vrste, poljska jelica, velika jelica i bradavičava jelica ili P. verrucosum

## Vrste
1. Polycnemum arvense L.
2. Polycnemum fontanesii Durieu & Moq.
3. Polycnemum heuffelii Láng
4. Polycnemum majus A.Braun ex Bogenh.
5. Polycnemum perenne Litv.
6. Polycnemum verrucosum Láng